# Марні Ніксон
Ма́рні Ні́ксон (англ. Marni Nixon, при народженні Маргарет Ніксон Макітрон, англ. Margaret Nixon McEathron; нар. 22 лютого 1930, Альтадена, Каліфорнія, США — пом. 24 липня 2016, Нью-Йорк, Нью-Йорк, США) — американська співачка (сопрано), акторка та закадрова виконавиця.

## Кар'єра
Найбільш відома дубляжем провідних акторок у популярних мюзиклах «Король і я» (1956), «Вестсайдська історія» (1961) і «Моя чарівна леді» (1964). У 1965 році відбулася перша і єдина поява Ніксон на великому екрані — вона виконала роль сестри Софії в знаменитому мюзиклі Роберта Вайза «Звуки Музики».
З 1969 по 1971 рік Марні Ніксон викладала в Каліфорнійському інституті мистецтв, а з 1980 року працювала в Музичній академії Заходу в Монтесіто. З кінця 1970-х вона була ведучою дитячої передачі в Сіетлі, яка принесла їй три Денні премії «Еммі». На додаток до цього у неї були сольні партії в операх Лос-Анджелеса, Сіетла і Сан-Франциско, а також вона виступила солісткою з оркестрами Нью-Йорка, Клівленда, Торонто, Лондона та Ізраїлю. У Ніксон також була активна кар'єра в театрі, в тому числі й в музичних постановках Бродвею.
Від першого чоловіка, композитора Ернеста Голда, народила сина Ендрю Голда, що також став музикантом (помер від серцевого нападу у 2011 році у віці 59 років).
Марні Ніксон померла влітку 2016 року у віці 86 років від наслідків раку молочної залози.

## Фільмографія
| Рік  |    | Українська назва                       | Оригінальна назва                 | Роль                     |
| ---- | -- | -------------------------------------- | --------------------------------- | ------------------------ |
| 1942 | ф  |                                        | The Bashful Bachelor              | Анжела Абернаті          |
| 1950 | мф | Попелюшка                              | Cinderella                        | солістка-сопрано (вокал) |
| 1951 | мф | Аліса в Країні Чудес                   | Alice in Wonderland               | співаючі квіти (вокал)   |
| 1953 | ф  | Джентльмени віддають перевагу білявкам | Gentlemen Prefer Blondes          | Лорелай Лі (вокал)       |
| 1956 | ф  | Король і я                             | The King and I                    | Анна Леоновенс (вокал)   |
| 1956 | ф  | Танцюй зі мною, Генрі                  | Dance with Me, Henry              | Шеллі (вокал)            |
| 1957 | ф  | Незабутній роман                       | An Affair to Remember             | Тері Маккей (вокал)      |
| 1961 | ф  | Вестсайдська історія                   | West Side Story                   | Марія (вокал)            |
| 1964 | ф  | Мері Поппінс                           | Mary Poppins                      | гуси (вокал)             |
| 1964 | ф  | Моя чарівна леді                       | My Fair Lady                      | Еліза Дулітл (вокал)     |
| 1965 | ф  | Звуки музики                           | The Sound of Music                | сестра Софія             |
| 1967 | мф | Джек і ячмінне зерно                   | Jack and the Beanstalk            | принцеса Серена (вокал)  |
| 1969 | с  |                                        | The Mothers-in-Law                | сама себе                |
| 1975 | с  |                                        | Boomerang                         | сама себе                |
| 1984 | тф |                                        | Taking My Turn                    | Една                     |
| 1997 | ф  | Мабуть, так                            | I Think I Do                      | тітка Аліса              |
| 1998 | мф | Мулан                                  | Mulan                             | Фа Сенха (вокал)         |
| 2001 | с  | Закон і порядок: Спеціальний корпус    | Law & Order: Special Victims Unit | Една Дюма                |